# Monika Lemke-Kokkelink
Monika Lemke-Kokkelink (* 1954) ist eine deutsche Architektin und Autorin.

## Leben
Monika Lemke-Kokkelink veröffentlichte zu Architekten wie Ludwig Winter und Carl Theodor Ottmer. Für die Technische Universität Braunschweig schrieb sie über deren Architekturlehrer bis 1995. Gemeinsam mit ihrem 2013 verstorbenen Ehemann Günther Kokkelink schrieb sie über die Hannoversche Architekturschule um Conrad Wilhelm Hase.
Mit Günther Kokkelink und Reinhard Glaß betreibt sie unter anderem eine Datenbank „Architekten und Künstler mit direktem Bezug zu Conrad Wilhelm Hase“ (siehe Weblinks).
Lemke-Kokkelink wohnt in Hannover.

## Werke
- Ludwig Winter (22.1.1843–6.5.1930), Stadtbaurat und Architekt des Historismus in Braunschweig. Katalog zur Ausstellung anlässlich des 150. Geburtstages im Braunschweiger Rathaus vom 12. Oktober bis 12. November 1993 in der Stadtbibliothek Braunschweig, veranstaltet durch Stadt Braunschweig (zugleich in der Reihe: Braunschweiger Werkstücke / Veröffentlichungen aus Archiv, Bibliothek und Museum der Stadt. Reihe A, Bd. 86, Braunschweig 1993), ISBN 3-87884-040-3.
- Roland Böttcher, Kristiana Hartmann, Monika Lemke-Kokkelink, unter Mitarbeit von Doris Dill: Die Architekturlehrer der TU Braunschweig 1814–1995. herausgegeben anlässlich des 250-jährigen Jubiläums der Technischen Universität Braunschweig, ISBN 3-87884-046-2.
- Monika Lemke-Kokkelink unter Mitarbeit von Gundela Lemke und unter Berücksichtigung einer Materialsammlung von F. Peter Müller: 100 Jahre Stadtentwässerung Braunschweig. Festschrift anlässlich des 100-jährigen Bestehens des Rieselgutes Steinhof und des 40-jährigen Gründungsjubiläums des Abwasserverbandes Braunschweig, herausgegeben von der Stadt Braunschweig, Baudezernat, Stadtentwässerung, 1995, ISBN 3-924595-50-X.
- Vom Heinrichsbrunnen zum Romanischen Fest – Stadtbaurat Ludwig Winter (1843–1930) als Architekt und Regisseur des Heinrichskultes in Braunschweig. In: Jochen Luckhardt und Franz Niehoff (Hrsg.): Heinrich der Löwe und seine Zeit. Katalog der Ausstellung Braunschweig 1995, Band 3, Abteilung Nachleben, München 1995, S. 74–82.
- Günther Kokkelink, Monika Lemke-Kokkelink: Baukunst in Norddeutschland / Architektur und Kunsthandwerk der Hannoverschen Schule 1850–1900. Schlütersche, Hannover 1998, ISBN 3-87706-538-4.
- Wege zu Ottmer / 60 Stationen von Ahlum bis Zorge / Ein Führer zu den erhaltenen Bauten des Architekten Carl Theodor Ottmer (1800–1843), zu Stationen seines Lebens und zu Bauten seiner wichtigsten Schüler und Mitarbeiter zum 200. Geburtstag im Jahr 2000. Herausgegeben von Udo Gebauhr, Meyer, Braunschweig 2000, ISBN 3-926701-40-4.
- Günther Kokkelink, Monika Lemke-Kokkelink: Conrad Wilhelm Hase 1818–1902, Gründer der Hannoverschen Architekturschule. Ausstellung zum 100. Todestag im Stadtarchiv Hannover 2002. (Werkverzeichnis, Stand: Februar 2002, mit Lebensdaten und Literaturangaben.)